# Équipe d'Italie de football au Championnat d'Europe 2008
Cet article relate le parcours de l’équipe d'Italie de football lors du championnat d'Europe de football 2008 qui a eu lieu du 7 au 29 juin 2008 en Autriche et en Suisse.

## Historique
Après un été en fête en Italie, il faut préparer les qualifications pour l'Euro 2008.
Avec un nouveau sélectionneur Roberto Donadoni l'Italie connaît des débuts poussifs : un match nul contre la Lituanie puis une défaite contre la France 3-1, au Stade de France. Petit à petit, l'Italie prend confiance en elle et enchaîne les victoires et surtout réussit à se qualifier contre un redoutable adversaire direct à la qualification : l'Écosse, au cours d'un match exceptionnel qui termine avec la victoire de l'Italie 2-1 sur une tête de Christian Panucci sur un coup franc à la dernière minute. L'Italie finira première de son groupe et qualifiera la France (qui sera 2e du groupe) en gagnant contre l'Écosse avec 2 buts d'écart.
Finalement qualifiée, l'équipe d'Italie arrive peu confiante à l'Euro 2008. Elle hérite du groupe qualifié par les journalistes de « groupe de la mort », composé de la Roumanie, des Pays-Bas et de la France. Malgré une défaite lors du premier match concédée face aux Pays-Bas (0-3), l'Italie parvient à se qualifier grâce à un match nul arraché à a Roumanie (1-1) et à une victoire contre la France (2-0). Elle termine donc à la deuxième place du groupe, derrière les Pays-Bas mais devant la Roumanie et la France, synonyme de qualification pour les quarts de finale. Elle y est opposée à une équipe d'Espagne qui a remporté ses trois matches de poule. Donnée favorite, l'équipe d'Espagne doit pourtant batailler jusqu'aux tirs au but pour s'imposer et éliminer l'Italie.

## Qualifications
|   | Nations    | J  | V | N | D  | bp | bc | Diff. | Pts | Nations |     |     |     |     |     |     |     |
| - | ---------- | -- | - | - | -- | -- | -- | ----- | --- | ------- | --- | --- | --- | --- | --- | --- | --- |
| 1 | Italie     | 12 | 9 | 2 | 1  | 22 | 9  | 13    | 29  |         |     | 0-0 | 2-0 | 2-0 | 1-1 | 2-0 | 3-1 |
| 2 | France     | 12 | 8 | 2 | 2  | 25 | 5  | 20    | 26  |         | 3-1 |     | 0-1 | 2-0 | 2-0 | 1-0 | 5-0 |
| 3 | Écosse     | 12 | 8 | 0 | 4  | 21 | 12 | 9     | 24  |         | 1-2 | 1-0 |     | 3-1 | 3-1 | 2-1 | 6-0 |
| 4 | Ukraine    | 12 | 5 | 2 | 5  | 18 | 16 | 2     | 17  |         | 1-2 | 2-2 | 2-0 |     | 1-0 | 3-2 | 5-0 |
| 5 | Lituanie   | 12 | 5 | 1 | 6  | 11 | 13 | -2    | 16  |         | 0-2 | 0-1 | 1-2 | 2-0 |     | 1-0 | 2-1 |
| 6 | Géorgie    | 12 | 3 | 1 | 8  | 16 | 19 | -3    | 10  |         | 1-3 | 0-3 | 2-0 | 1-1 | 0-2 |     | 3-1 |
| 7 | Îles Féroé | 12 | 0 | 0 | 12 | 4  | 43 | -39   | 0   |         | 1-2 | 0-6 | 0-2 | 0-2 | 0-1 | 0-6 |     |

## Préparation
- Italie  3-1  Belgique

## Maillot
Pour le Championnat d'Europe de football 2008, c'est Puma qui fut choisi pour confectionner le maillot de cette équipe.
| Couleurs | Bleu azur et blanc |
| Marque   | Puma               |
| Domicile | Extérieur          |

## Effectif
Liste des 23 joueurs sélectionnés pour l'Euro 2008.
| Numéro / Nom       | Numéro / Nom         | Équipe actuelle    | Date de naissance | J.       | Buts     |          |          |          |
| Gardiens           | Gardiens             | Gardiens           | Gardiens          | Gardiens | Gardiens | Gardiens | Gardiens | Gardiens |
| ------------------ | -------------------- | ------------------ | ----------------- | -------- | -------- | -------- | -------- | -------- |
| 1                  | Gianluigi Buffon     | Juventus           | 28 janvier 1978   | 3        | 0        | 0        | 0        | 0        |
| 14                 | Marco Amelia         | Livourne Calcio    | 2 avril 1982      | 0        | 0        | 0        | 0        | 0        |
| 17                 | Morgan De Sanctis    | Galatasaray        | 26 mars 1977      | 0        | 0        | 0        | 0        | 0        |
| Défenseurs         |                      |                    |                   |          |          |          |          |          |
| 2                  | Christian Panucci    | AS Rome            | 12 avril 1973     | 3        | 1        | 0        | 0        | 0        |
| 3                  | Fabio Grosso         | Olympique lyonnais | 28 novembre 1977  | 3        | 0        | 0        | 0        | 0        |
| 4                  | Giorgio Chiellini    | Juventus           | 14 août 1984      | 2        | 0        | 1        | 0        | 0        |
| 6                  | Andrea Barzagli      | US Palerme         | 8 mai 1981        | 1        | 0        | 1        | 0        | 0        |
| 23                 | Marco Materazzi      | Inter Milan        | 19 août 1973      | 1        | 0        | 0        | 0        | 0        |
| 5                  | Alessandro Gamberini | ACF Fiorentina     | 27 août 1981      | 0        | 0        | 0        | 0        | 0        |
| 19                 | Gianluca Zambrotta   | FC Barcelone       | 19 février 1977   | 3        | 0        | 1        | 0        | 0        |
| Milieux de Terrain |                      |                    |                   |          |          |          |          |          |
| 16                 | Mauro Camoranesi     | Juventus           | 4 octobre 1976    | 3        | 0        | 0        | 0        | 0        |
| 8                  | Gennaro Gattuso      | Milan AC           | 9 janvier 1978    | 2        | 0        | 2        | 0        | 0        |
| 21                 | Andrea Pirlo         | Milan AC           | 19 mai 1979       | 3        | 1        | 2        | 0        | 0        |
| 13                 | Massimo Ambrosini    | Milan AC           | 29 mai 1977       | 2        | 0        | 0        | 0        | 0        |
| 22                 | Alberto Aquilani     | AS Rome            | 7 juillet 1984    | 1        | 0        | 0        | 0        | 0        |
| 10                 | Daniele De Rossi     | AS Rome            | 24 juillet 1983   | 2        | 1        | 1        | 0        | 0        |
| 20                 | Simone Perrotta      | AS Rome            | 17 septembre 1977 | 2        | 0        | 0        | 0        | 0        |
| Attaquants         |                      |                    |                   |          |          |          |          |          |
| 18                 | Antonio Cassano      | Sampdoria          | 12 juillet 1982   | 3        | 0        | 0        | 0        | 0        |
| 7                  | Alessandro Del Piero | Juventus           | 9 novembre 1974   | 2        | 0        | 0        | 0        | 0        |
| 9                  | Luca Toni            | Bayern Munich      | 26 mai 1977       | 3        | 0        | 1        | 0        | 0        |
| 15                 | Fabio Quagliarella   | Udinese Calcio     | 31 octobre 1983   | 2        | 0        | 0        | 0        | 0        |
| 11                 | Antonio Di Natale    | Udinese Calcio     | 13 octobre 1977   | 1        | 0        | 0        | 0        | 0        |
| 12                 | Marco Borriello      | Genoa CFC          | 18 juin 1982      | 0        | 0        | 0        | 0        | 0        |
| Sélectionneur      |                      |                    |                   |          |          |          |          |          |
|                    | Roberto Donadoni     |                    | 9 septembre 1963  |          |          |          |          |          |

## Résultats

### Premier tour: groupe C
| Date         | Équipe 1 | Équipe 2 | Résultat | Buteurs                                                     |
| 9 juin 2008  | Pays-Bas | Italie   | 3 - 0    | Van Nistelrooy (26e), Sneijder (31e), Van Bronckhorst (81e) |
| 13 juin 2008 | Italie   | Roumanie | 1 - 1    | Mutu (55e) \| Panucci (56e)                                 |
| 17 juin 2008 | France   | Italie   | 0 - 2    | Pirlo (25e s.p), De Rossi (62e)                             |

L'Italie se qualifie pour les quarts de finale de cet Euro en terminant deuxième du groupe C avec 4 points. Le parcours des champions du monde en titre ne fut pas aisé puisqu'ils commencèrent avec une lourde défaite (0-3) contre les Pays-Bas. Puis, ils arrachèrent un match nul (1-1) contre la Roumanie après être passés près de perdre ce match dans les dernières minutes. Enfin, dans un match capital, ils s'imposent face à la France sur le score de 2-0.
Ainsi, les Italiens finissent cette phase de poule avec un bilan d'une victoire, un match nul, une défaite et 3 buts inscrits pour 3 buts encaissés. Ils affronteront l'Espagne en 1/4 de finale.

### Quart de finale
| Date         | Équipe 1 | Équipe 2 | Résultat            | Buteurs |
| 22 juin 2008 | Espagne  | Italie   | 0 - 0 (4 - 2 t.a.b) | Aucun   |